# Presidenti dell'Unione Sportiva Lecce

Franco Jurlano, presidente del Lecce al 1976 al 1994: sotto il suo mandato i salentini raggiunsero per la prima volta la Serie A nel 1985.

Questa voce raccoglie le informazioni riguardanti i presidenti dell'Unione Sportiva Lecce.

## Storia
Complessivamente i presidenti del Lecce sono stati, a oggi, 36. Il primo è stato Luigi Lopez y Royo, dal 1927 al 1928.
Storico e indimenticato presidente dei salentini è stato Franco Jurlano, in carica dal 1976 al 1994. Nel 1975 fu nel consiglio di amministrazione dell'Unione Sportiva Lecce che deliberò per la costituzione del Lecce S.p.A. Ha portato per la prima volta i giallorossi nella massima categoria, facendo stabilizzare la squadra salentina nelle prime due categorie del calcio italiano. È stato il presidente più "longevo" nella storia del Lecce, con ben 18 campionati (tutti tra Serie A e Serie B) alla guida dei giallorossi. Fu sostituito, per problemi di salute, da Giuseppe Bizzarro nella stagione 1994-1995.
Dal 1995 si insediarono in società i Semeraro, ma la carica di presidente fu di Mario Moroni per sette stagioni fino al 2002, anno in cui Quirico Semeraro lo sostituì, rimanendo poi presidente fino al 2005. Nella stagione 2005-2006, in seguito a una dura contestazione, il Lecce fu messo in vendita e la carica di presidente restò vacante. Dal 2006 il presidente fu Giovanni Semeraro, sotto la cui gestione il Lecce vinse la Coppa Ali della Vittoria, il suo primo campionato di Serie B, nella stagione 2009-2010. Nella stagione 2010-2011 a prendere le redini della società fu il figlio Pierandrea Semeraro, il quale fu coinvolto nell'inchiesta del calcioscommesse per il derby Bari-Lecce del 15 maggio 2011, coinvolgimento che costò alla squadra giallorossa la retrocessione diretta dalla Serie A alla Lega Pro al termine della stagione agonistica successiva. il 23 maggio 2011 i Semeraro annunciarono l'abbandono della società, dopo diciotto anni di presidenza. Il 4 luglio si insediò il nuovo consiglio d'amministrazione, che nominò Isabella Liguori presidente e Renato Cipollini amministratore delegato.
Il 25 ottobre 2012 iniziò l'era della famiglia Tesoro, con Savino Tesoro presidente. La presidenza Tesoro durò tre anni. Il 9 novembre 2015 è divenuto nuovo presidente del Lecce l'imprenditore Enrico Tundo, azionista di maggioranza della nuova società che ha prelevato il club giallorosso grazie al contributo decisivo dell'avvocato Saverio Sticchi Damiani, che a sua volta è stato nominato presidente onorario. Il 15 dicembre 2017, dopo la rinuncia da parte di Tundo, Saverio Sticchi Damiani è nominato presidente unico della società.

## Lista dei presidenti
- 1927-1928  Luigi Lopez y Royo
- 1928-1929  L. Fanelli
- 1929-1930  M. Tana
- 1930-1931  N. Nanucchi
- 1931-1932  Nino Adilardi d'Aquino
- 1936-1937  V. Bolognini
- 1937-1938  M. Sforza
- 1938-1939  G. Giorgino
- 1939-1942  Paolo Tuzzo
- 1942-1943  U. Giorgino
- 1945-1946  V. Gemma
- 1946-1948  R. Bertelli
- 1948-1949  V. Scagliarini
- 1949-1950  V. Gemma
- 1950-1953  M. Chiatante
- 1953-1956  U. Proto
- 1956-1957  F. Laudisa
- 1957-1958  Ennio Bonea
- 1958-1959  U. Palma
- 1959-1960  U. De Palma
- 1960-1961  Germano Ventura
- 1961-1963  L. Esposito
- 1963-1966  G. Del Piano
- 1966-1971  Marcello Indraccolo
- 1971-1975  Luigi Solombrino
- 1975-1976  Antonio Rollo
- 1976-1994  Franco Jurlano
- 1994-1995  Giuseppe Bizzarro
- 1995-2002  Mario Moroni
- 2002-2005  Quirico Semeraro
- 2005-2006 Carica vacante
- 2006-2010  Giovanni Semeraro
- 2010-2011  Pierandrea Semeraro
- 2011-2012  Isabella Liguori
- 2012-2015  Savino Tesoro
- 2015-2017  Enrico Tundo
- 2017-ad oggi  Saverio Sticchi Damiani